# Sant Josep de la Figuera
Sant Josep de la Figuera, també anomenada de Sant Urbà, és una església romànica del municipi d'Algerri (Noguera) protegida coma a bé cultural d'interès local.
Es troba abandonada al costat de les ruïnes del castell de la Figuera, al nucli de la Figuera.

## Història
L'església de la Figuera fou en altres temps un temple amb categoria de parròquia. Les escasses notícies històriques documentals que es coneixen d'aquesta església corresponen a l'època moderna i ens donen a conèixer la seva dependència de l'arxiprestat d'Àger. S'esmenta és una relació publicada el 1648, en un llibre de sinodals, de les parròquies que integraven l'esmentat arxiprestat. També apareix en un llibre de visites del 1783. Aquestes referències tot i que són tardanes permeten saber que l'església de Sant Josep a l'edat mitjana pertanyia a l'abadia de Sant Pere d'Àger. Aquesta dependència es mantingué fins al segle xix. Eclesiàsticament, però, l'església de la Figuera depenia des del 1852 a la parròquia d'Os de Balaguer.
La Figuera 1919
La remodelació parroquial diocesana feta pel bisbe de Lleida, Josep Meseguer i Costa, va afectar el poble de la Figuera, poble situat entre els pobles de Os de Balaguer i Algerri. Es va fer l'any 1893.
La Figuera tenia uns trenta habitants, poc mes o menys. El poble estava edificat, allà sota una penya. A dalt hi era el petit castell ruïnós, i a la vora del castell, l'església dedicada a sant Urbà, Papa, la festa el 24 de juny.

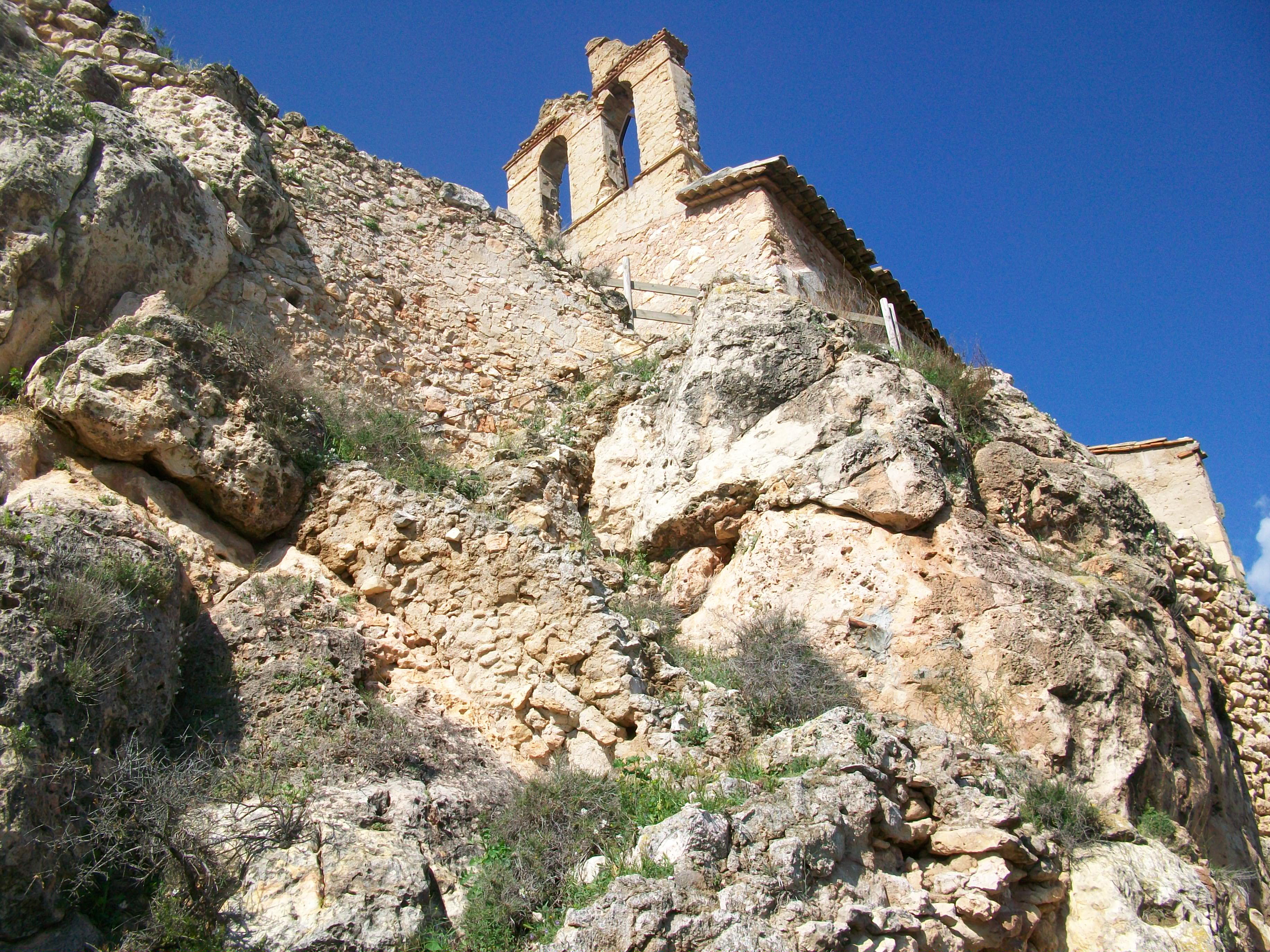
Detall de l'escalinata per pujar-hi

Per pujar del poble a l'església hi havia uns trenta i vuit esglaons. Una escala, una mica en caragol. D'un costat escardava a la penya, de l'altre una mica al aire lliure.
El bisbe de Lleida, Josep Meseguer hi va anar en visita pastoral. Els feligresos de la Figuera el van rebre amb tota cordialitat. Li van esposar les seves inquietuds. Ell els va escoltar. Li van dir que la parròquia de Os de Balaguer distava unes dues hores de la Figuera.
La Figuera era annexa de Os de Balaguer. La Figuera distava una hora d'Algerri. Era a Algerri on anava per la major part dels seus assumptes. Era més a prop i el camí era més planer. Era com si fos un barri d'Algerri.
Havent escoltat aquestes peticions, el bisbe Josep Meseguer va fer, ell, les seves propostes:
Van ser: A la població de la Figuera la faria parròquia....demanava i ho condicionava a aquesta demanda, que els feligresos de la Figuera fessin una nova església a la part baixa del poble; sols així s'evitaria la dificultat, per altra part, ben visible, de pujar l'escala esglaonada. Havien de procurar que hi hagués una estança digna, on hi pogués viure el rector, que ell hi enviaria.
Respecte a la rectoria, un habitant de Balaguer, que era procedent de la Figuera, Lluís Florejachs, tenia un pati i el va donar per fer-hi l'església parroquial nova.
El bisbe Josep Meseguer va posar sant Josep per titular de la nova parròquia. Els veïns de la Figuera van conservar les seves festes tradicionals. Eren: sant Urbà, Papa, el dia vint i quatre de maig i sant Antoni, abat, el disset de gener.
Recull extret de: Un poblet desaparegut ben prop d'Algerri de Ramiro Viola i González

## Arquitectura
L'església de Sant Urba es un edifici d'una sola nau, coberta amb volta de canó de perfil lleugerament apuntat, amb tres arcs torals. La nau és capçada a llevant per un absis semicircular que s'obre a la nau mitjançant un arc de mig punt que es recolza sobre dues columnes. La columna del costat sud té fust i capitell troncocònic tallats en pedra, mentre que la del costat nord és feta de pedruscall i argamassa, fruit potser d'una comstrucció posterior. Aquesta possible refacció (segle xviii) potser es relacionaria amb la sagristia, bastida al costat sud, ara enrunada, com també dos altars laterals buidats en el gruix dels murs i la reforma de la porta, oberta en la façana sud. Sobre la façana de ponent es dreça un campanar d'espadanya de dos ulls. Les úniques finestres que es conserven se situen a l'absis i són d'una sola esqueixada i plenament integrades en el parament.
L'aparell dels murs exteriors és de reble molt irregular i erosionat, amb escassos vestigis d'arrebossat. El parament interior està més ben conservat, fou construït amb la tècnica d'encofrat i omplert de reble i argamassa fins a formar el mur de formigó de calç; aquest tipus de parament es troba al castell de Castelló de Farfanya o al castell de Castellfollit de Riubregós, de construcció andalusina.
La singularitat del tipus constructiu permet de plantejar que l'església fos construïda seguint els models dels edificis religiosos de la seva època, a cavall entre els segles xi i xii, per constructors locals amb tècniques molt diferents de les habituals en els comtats cristians.
L'església nova de sant Josep en l'actualitat està totalment derruïda, com gairebé la resta del Poblet de la Figuera.